# Kerstin Rimsten-Nilsson
Kerstin Rimsten-Nilsson född 18 juni 1933 i Tjärstad, död 11 mars 2002 i Fässberg, var en svensk litteraturvetare.

## Priser och utmärkelser
- Gulliver-priset 1979